# Batalion Municypalny płk. Jana Czyża
Batalion Municypalny płk. Jana Czyża – polski oddział piechoty wchodzący w skład wojsk powstańczych okresu insurekcji kościuszkowskiej.

## Formowanie i walki
Batalion został sformowany w Warszawie na przełomie kwietnia i maja 1794 przez płk. Jana Czyża przy wsparciu konfraterny kupieckiej Warszawy. Rekrutacja batalionu odbywała się drogą werbunku ochotników. Do 29 maja zwerbowano żołnierzy i utworzono z nich cztery kompanie. 28 maja batalion otrzymał asygnatę do ziemi nurskiej na 200 kantonistów. 3 czerwca płk Czyż wysłał po nich kpt. Jana Moszczyńskiego, ale ten wrócił bez rekrutów. Niekompletny batalion wszedł w skład dywizji gen. mjr. Sierakowskiego i wyruszył z nią przeciwko Derfeldenowi. 13 września pod Terespolem batalion przyjął kantonistów z województwa brzeskiego, a jego stan zwiększył sie do 568 głów. W bitwie pod Terespolem batalion uległ rozproszeniu. Do 30 września do szeregu powróciło 92 ludzi. Klęska pod Maciejowicami przyniosły dalsze straty, a 2 listopada na Pradze znalazło się tylko 28 żołnierzy batalionu.

## Żołnierze batalionu
Organizatorem i pierwszym dowódcą batalionu był płk Jan Czyż, a jego zastępcą  mjr Ksawery Królikowski. Po 3 czerwca już ppłk Królikowski przejął dowodzenie jednostką.
W sztabie średnim służyli: kpt. kwatermistrz August Weychman, por. adiutant Andrzej Rolski, bataliomsfelczer Rudolf Koch.
W 1 kompanii służyli: sztahskpt. Jan Moszczyńsk, por. Onufry Waligórski, ppor. Hieronim Walewski, chor. Karol Rohr. 
W 2 kompanii: sztabskpt. Aleksander Wężyk, por. Mateusz Królikiewicz,  ppor. Florian Kochanowski, chor. Tomasz Bykowski.
W 3 kompanii: Jan Sypniewski,  por. Dominik: Porzecki, ppor. Wiktoryn Psarski; chor. Jan Domosławski.
W 4 kompanii: kpt. Antoni Urbanowski, por. Józef Dąbrowski, ppor. Jan Konopka, chor. Ignacy Leduchowski.